# Callygris intersectaria
Callygris intersectaria là một loài bướm đêm trong họ Geometridae.